# رنسيس ليكرت
رنسيس ليكرت (بالإنجليزية: Rensis Likert) (5 أغسطس1903 – 3 سبتمبر1981م) هو عالم نفس تنظيمي، وعالم إحصاء، واجتماعي من الولايات المتحدة الأمريكية. ولد في شايان، وايومنغ، وكان عضوًا في الأكاديمية الأمريكية للفنون والعلوم، وتوفي في آن آربر، ميشيغان، عن عمر يناهز 78 عاماً.
ليكرت معروف بتطوير مقياس ليكرت، وهو مقياس نفسي صوتي يستند إلى الاستجابات لعدة أسئلة. وقد أصبح هذا المقياس طريقة لقياس أفكار ومشاعر الأشخاص في استطلاعات الرأي والاختبارات الشخصية. كما أسس ليكرت نظرية الإدارة المشاركة، التي تستخدم لإشراك الموظفين في مكان العمل، وقد أسهم ليكرت بشكل كبير في علم النفس القياسي وعينات البحث والمقابلات المفتوحة، وساعد في صياغة وتشكيل علم النفس التنظيمي والاجتماعي.
في عام 1926، حصل ليكرت على درجة البكالوريوس في الاقتصاد وعلم الاجتماع من جامعة ميشيغان، وفي عام 1932 حصل على درجة الدكتوراه في علم النفس من جامعة كولومبيا. عمل ليكرت في وزارة الزراعة الأمريكية حتى عام 1946. وخلال الحرب العالمية الثانية، انتقل ليكرت للعمل في مكتب المعلومات الحربية. وفي هذا المكتب، عُين رئيساً لقسم رفع معنويات استطلاع الولايات المتحدة للاستراتيجية القصوى للقصف الاستراتيجي في عام 1944. بعد التقاعد في سن الـ67، شكل ليكرت جمعية رنسيس ليكرت، وهي مؤسسة تستند إلى نظرياته في إدارة علم النفس التنظيمي. وهو مؤلف العديد من الكتب حول الإدارة والصراع وتطبيقات البحوث السلوكية، بما في ذلك كتابه "التنظيم البشري: إدارته وقيمته، طرق جديدة لإدارة الصراعات".

## النشأة والتعليم
ولد رينسيس ليكرت عام 1903 لجورج هيربرت ليكرت وكورنيليا أدريانا (كورا) ليكرت في شيين، وايومنغ. تأثر ليكرت بوالده، الذي كان مهندسًا في شركة السكك الحديدية يونيون باسيفيك، ودرس الهندسة المدنية في جامعة ميشيغان في آن آربور لمدة ثلاث سنوات. وعمل كمتدرب في يونيون باسيفيك خلال اضطرابات السكك الحديدية الكبرى في عام 1922، ممّا أثار اهتمامه بدراسة سلوك المؤسسات. [بحاجة لمصدر]
في جامعة ميشيغان، غير ليكرت تخصصه من الهندسة المدنية إلى الاقتصاد وعلم الاجتماع بسبب تأثير الأستاذ روبرت أنجل. وحصل ليكرت على درجة البكالوريوس في علم الاجتماع عام 1926. وبعد التخرج، درس في كلية اللاهوت الاتحادية لمدة عام. ثم حصل على درجة الدكتوراه في علم النفس من جامعة كولومبيا عام 1932. وأثناء دراسته في جامعة كولومبيا، اقترب من تخصص علم النفس الاجتماعي الناشئ. وفي عام 1938، شارك في تأليف كتاب "الرأي العام والفرد" مع مرشده في كولومبيا، غاردنر مورفي.
تزوج ليكرت جين جيبسون أثناء دراسته في جامعة كولومبيا، حيث تقابلا أثناء دراستهما في جامعة ميشيغان. وأنجبا ابنتين: إليزابيث وباتريشيا. وفي عام 1970، تقاعد ليكرت من منصبه كمدير لمعهد البحوث الاجتماعية. انتقل الزوجان إلى هونولولو، هاواي، حيث شكل ليكرت جمعية رنسيس ليكرت.

## مناصب وهيئات

#### جمعية إدارة وكالات التأمين على الحياة
في عام 1935، أصبح ليكرت مديرًا للبحوث في جمعية إدارة وكالات التأمين على الحياة في هارتفورد، كونيتيكت. وهناك، بدأ ليكرت برنامج بحثي لمقارنة وتقييم فعالية أنماط مختلفة من الإشراف.

#### وزارة الزراعة الأمريكية
في عام 1939، تمت دعوة ليكرت لتنظيم قسم استطلاعات البرامج في مكتب الإحصاءات الزراعية. وكان الهدف منه جمع آراء المزارعين حول برامج الصفقة الجديدة التي تموّلها وزارة الزراعة الأمريكية ومكافحة آثار الكساد الكبير. وخلال الحرب العالمية الثانية، كمدير لقسم استطلاعات البرامج في مكتب الاقتصاد الزراعي التابع لوزارة الزراعة الأمريكية، أجرى ليكرت استطلاعات للوزارة. ولكن مع تقدم الحرب، بدأ القسم في إجراء استطلاعات للعديد من الوكالات الحكومية، بما في ذلك مكتب المعلومات الحربية ووزارة الخزانة الأمريكية ومجلس الاحتياطي الفدرالي واستطلاعات القصف الاستراتيجي الأمريكي. وفي عام 1943، طوّر أول إطار عينات جغرافية وطنية. وخلال الحرب، جند ليكرت علماء نفس اجتماعيين آخرين في قسم الاستطلاعات الحكومية المتنامي.

#### معهد البحوث الاجتماعية
بعد نهاية الحرب، اضطرت وزارة الزراعة بضغط من الكونغرس إلى وقف عملها في مجال الاستطلاعات الاجتماعية. وبعد ذلك، قرر ليكرت وفريقه المؤلف من عدد من الأكاديميين الذين كانوا في خدمة مؤقتة خلال فترة الحرب، الانتقال إلى جامعة. وقد قبلوا عرضًا من جامعة ميشيغان في صيف عام 1946 لتشكيل مركز بحوث الاستطلاعات. وفي عام 1949، عندما انتقل دوروين كارترايت مركز الديناميكا الجماعية من أم آي تي إلى جامعة ميشيغان، أصبح مركز بحوث الاستطلاعات معهد البحوث الاجتماعية. وكان ليكرت مدير المركز حتى تقاعده عام 1970.

#### جمعية رنسيس ليكرت
بعد التقاعد، أسس ليكرت جمعية رنسيس ليكرت للاستشارة للعديد من الشركات. كما ساعد في إطلاق معهد إنتاجية الشركات. خلال توليه منصبه في معهد إنتاجية الشركات، اهتم ليكرت بشكل خاص بالبحث عن المؤسسات. وخلال الستينات والسبعينات، درست كتبه حول نظرية الإدارة بعناية في اليابان ويمكن رؤية تأثيرها على المؤسسات اليابانية الحديثة. وأجرى بحوثًا عن الشركات الكبرى حول العالم، وتنبأت دراسته بأداء هذه الشركات في المستقبل بدقة.